# Prasinocyma solida
Prasinocyma solida är en fjärilsart som beskrevs av Louis Beethoven Prout 1917. Prasinocyma solida ingår i släktet Prasinocyma och familjen mätare. Inga underarter finns listade i Catalogue of Life.